# Synegia frenaria
Synegia frenaria là một loài bướm đêm trong họ Geometridae.